# Макс Жан
Макс Жан (на френски: Max Jean) е бивш пилот от Формула 1.
Роден на 27 юли 1943 година в Марсилия, Франция.

## Формула 1
Макс Жан прави своя дебют във Формула 1 в Голямата награда на Франция през 1971 година. В световния шампионат записва 1 състезания като не успява да спечели точки. Състезава се за Франк Уилямс Рейсинг Карс.